# Nauwalde
Nauwalde è una frazione del comune di Gröditz in Sassonia, in Germania.